# Didymascella
Didymascella is een geslacht van schimmels uit de orde Helotiales. De familie is nog niet eenduidig bepaald (incertae sedis). De typesoort is Didymascella oxycedri. 

## Soorten
volgens Index Fungorum telt het geslacht vijf soorten (peildatum februari 2022):
| Soortnaam                    | Auteur(s)                   | Publicatiejaar |
| ---------------------------- | --------------------------- | -------------- |
| Didymascella chamaecyparidis | (J.F. Adams) Maire          | 1927           |
| Didymascella oxycedri        | Maire & Sacc.               | 1903           |
| Didymascella tetramicrospora | Pantidou & Darker           | 1963           |
| Didymascella tetraspora      | (W. Phillips & Keith) Maire | 1927           |
| Didymascella thujina         | (E.J. Durand) Maire         | 1927           |